# NOEL (2003年の映画)
『NOEL』（ノエル）は、2003年4月26日に公開された日本映画。

## あらすじ
沖縄で一人で暮らす老婆・かおるの前に、戦争に出征し帰らなかったかつての恋人とそっくりの若者・みかさが現れた。みかさは自分が殺し屋であり、かおるが恨んでいる人物を殺すと持ちかける。かおるは、出征する恋人に渡すはずだった煎餅を幼馴染のエイに食べられた恨みを忘れておらず、自分でエイを殺そうと決意し、みかさから殺しを学ぶことに。しかしそこへもう一人の殺し屋が……。

## 概要
- 上映時間：1時間32分
- 規格：ビスタサイズ
- 製作：NOEL製作委員会
- 配給：ギャガ、オフィス シー・エー プランニング

## スタッフ
- 監督／脚本：梨木友徳
- 企画：宮下史之、矢部浩彦
- 企画協力：ケイエスエス
- プロデューサー：公野勉
- 音楽：木村達司
- 歌：TAKA

## キャスト
- みかさ／谷口徳太郎：TAKA
- 谷口かほる：平良とみ
- 降旗孝：須賀貴匡
- 蓉子：長曽我部蓉子
- ハルナ：村上東奈
- 涼子：ベッキー
- 海中エイ：玉城文子
- 域留正：久能靖
- 与那国原誠二郎：笠原紳司
- 梁兄弟：中川剛、中川礼二
- 若い頃のかほる：上地陽沙
- 若い頃のエイ：仲間若葉
- 山下念吾：久保田芳之
- 正子：永井正子
- 光る女／さおり／かずみ／利江：勝村美香
- 看護師：甲田益也子、朱里
- レストラン支配人：東海林龍
- 上官：浦崎善隆
- 警備員：金城博之、中座健太
- エイの友人：具志堅古英、小橋川盛儀、畝岡弘、祖慶良勝、金城清和、砂川千代
- 中学生：弓削和久、浜田賢人、上地安貴、上地安樹
- アメリカ兵：コーン・クレイ、ドウ・ベネット、ジョン・ルイス

## DVD

### 本編
- 『NOEL』(ASIN B0000CBC6K） - 2003年10月、ケイエスエスより発売

### メイキング
- La'cryma Christi TAKA in 『NOEL』 - 2003年2月
- 須賀貴匡 in 『NOEL』（ASIN B00008448H） - 2003年2月